# Замок Лабри
Замок Лабри или замок д'Альбре (фр. château de Labrit) — средневековый замок, остатки которого находятся во французской коммуне Лабри в департаменте Ланды. Сооружённый из дерева и грунта в 1225—1230 годах, замок являлся колыбелью благородного гасконского рода сеньоров Альбре, который, начавшись здесь, наращивал своё влияние с течением столетий, вплоть до восхождения на французский престол одного из своих представителей, короля Генриха IV.
27 декабря 1990 года объект классифицирован как национальный исторический памятник.

## Общие сведения
Поэтапно внутри пояса укреплений были возведены деревянные, а затем и каменные, сооружения, которые впоследствии оказались заброшенными.
До XV века внутри пояса укреплений находились исключительно жилище сеньора и его подсобные помещения: к часовне примыкало небольшое деревянное сооружение, где располагалась кузница. Северный земляной вал был срыт в тот период и уровень заднего двора был поднят в некоторых местах. Вероятно, что некоторое время крепость имела экономическое значение — пункт уплаты дорожной пошлины, рынок, объединение ремесленников — и уже не была резиденцией сеньоров.
Обнаруженный в 1960-х годах профессором Жаном-Бернаром Маркеттом (фр. Jean-Bernard Marquette), мотт в Лабри, примечательный своими размерами, был выкуплен муниципалитетом в период между 1985 и 1988 годами. Внесённый 19 марта 1988 года в дополнительный список исторических памятников, он был классифицирован в 1990 году. Начиная с 1992 года это место является площадкой археологических раскопок, проводимых с целью лучше узнать архитектурные особенности первого поколения оборонительных сооружений из земли, а также образ жизни сельского сообщества (аристократии и крестьян) гасконского края Большие Ланды.
Изначально предполагалось, что это место было занято как минимум с 1127 года (в результате дендрохронологии деревянного кола, найденного в котловане) вплоть до первой половины XVII века. Однако в опубликованном в 2004 году отчёте руководитель раскопок, проведённых в 1990-х годах, счёл необходимым уточнить этот временной отрезок. Таким образом, сооружение каструм Альбре был построен не в 1100-х годах, как это предполагалось прежде, а в период с 1225 по 1230 год, в условиях уменьшения англо-гасконских владений на юго-западе Франции после утраты Пуату и Сентонжа. В тот период это укрепление было одной из опорных точек герцога Аквитании, возведённое в поддержку укреплений в Лабуере и в Буррикосе.
Сейчас перед учёными поставлена задача найти местоположение предыдущего жилища сеньоров, которое они занимали в период с конца XI века (когда представители рода Альбре однозначно упоминались в картуляриях этого региона) и до начала XIII века, когда Альбре переехали сюда. Сооружение оборонительного объекта в этом месте владений семейства Альбре было продиктовано глинистой основой местной почвы, тогда как земли в округе были песчаными. Таким образом, в распоряжении строителей оказался материал, пригодный для возведения прочных откосов (земляные стены и мотт), устойчивых к размыванию осадками. Наличие высокого горизонта грунтовых вод также стало причиной выбора именно этого места для крепости, поскольку даже в отсутствие реки по соседству с укреплением, его рвы автоматически наполнялись водой. Однако, по той же причине, на этом месте утрачены все следы предшествующего пребывания человека. Самыми древними останками, обнаруженными в наше время, оказались следы сооружения, объединявшего группу зданий, необходимых для жизни сеньоров в XIII веке. Ниже этого уровня археологи обнаружили пустой уровень.

## Остатки замка
Сейчас на этом объекте можно увидеть:
- Мотт и выделяющий его пояс земляных укреплений
- Траншеи, по пояс глубиной, наполнявшиеся водой
- Реконструкция в современных материалах археологических остатков жилища сеньора (оригинальные конструкции находятся на несколько десятков сантиметров под землёй для их сохранности):
  - прямоугольное сооружение, добротно построенное в конце XIII века с применением крупных каменных блоков. Вероятно наличие первого, полуподвального, уровня здания. Две круглые каменные опоры поддерживали полы второго этажа, бельэтажа.
  - внутри часовни обнаружены остатки формы для отливки колокола
  - в колодцах обнаружены многочисленные бытовые предметы и органические останки, характеризующие повседневную жизнь XV и XVI столетий
  - остатки очага в одной из комнат позволяют предположить, что здесь находилась кухня. Изначально выполненный из дерева, впоследствии он был выложен камнем[2].

- Мотт в Лабри
- Остатки замка Лабри